# Luzern (stad)

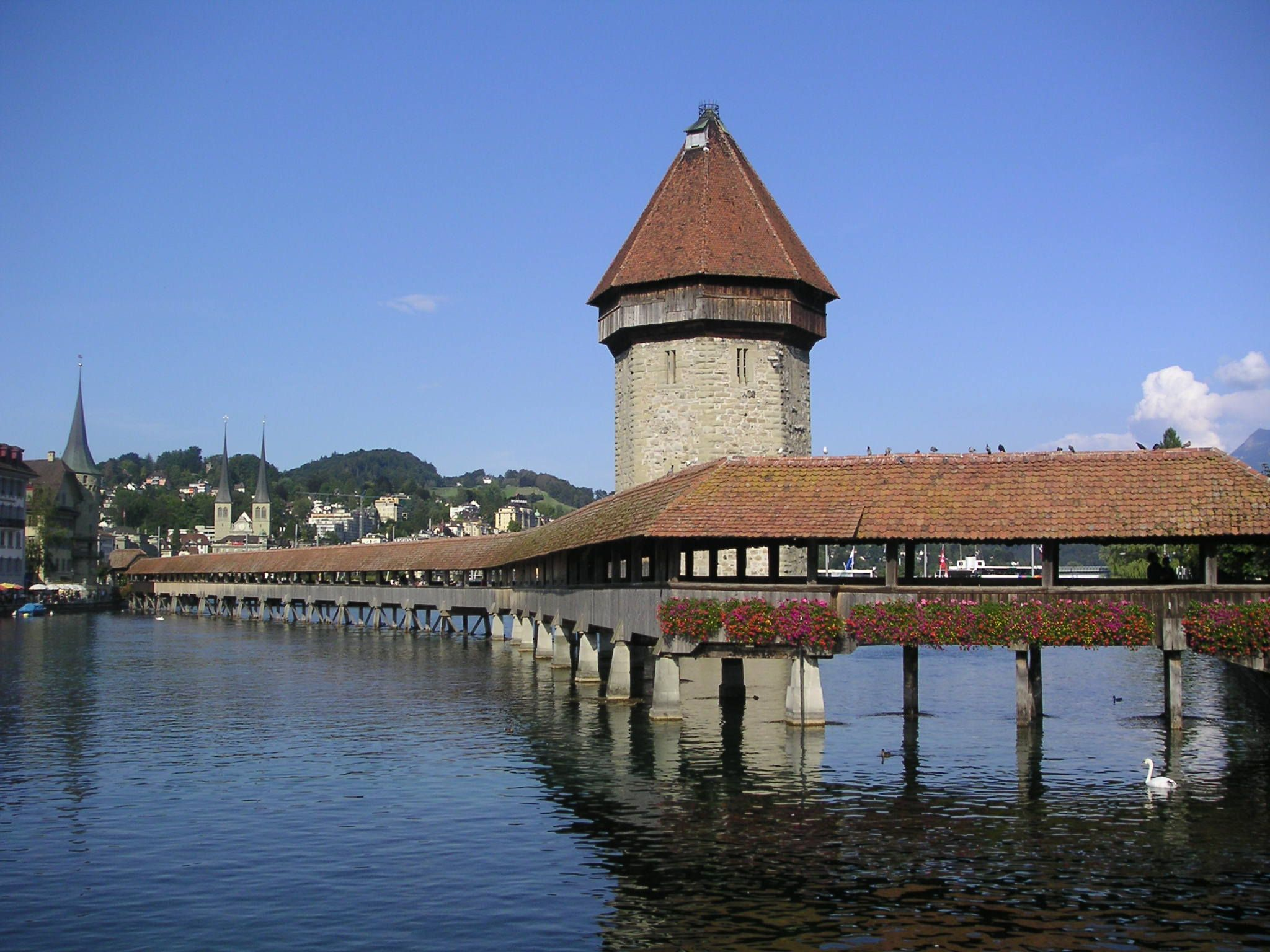
Kapelbrug, Luzern

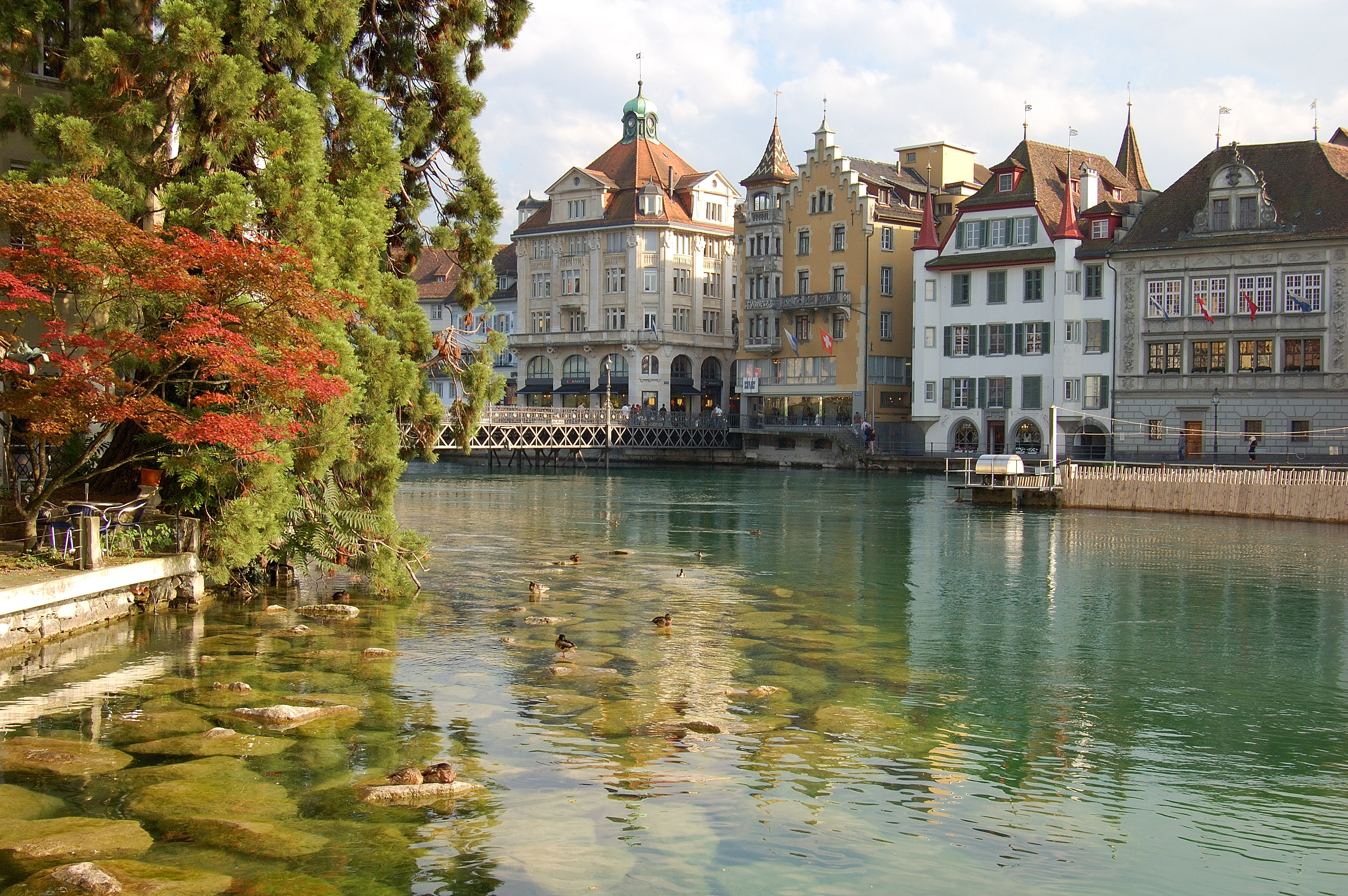
De rivier Reuss in het oude stadsgedeelte van Luzern

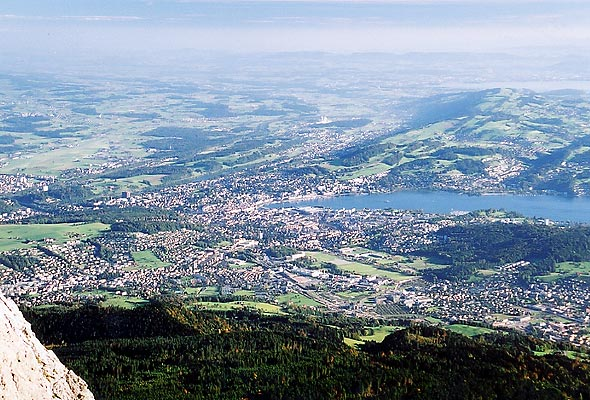
Luzern gezien vanaf de Pilatus

Luzern (Duits: Luzern, Frans/Engels: Lucerne, Italiaans/Reto-Romaans: Lucerna) is de hoofdstad van het gelijknamige kanton Luzern in Zwitserland.
De stad ligt aan het noordwestelijke uiteinde van het Vierwoudstrekenmeer, waar het water uit het meer weer in de rivier de Reuss stroomt. De stad is het economische en culturele centrum van Binnen-Zwitserland (of Centraal-Zwitserland). De Reuss verdeelt de stad in de oude stad, Altstadt, en het nieuwe gedeelte Neustadt. De oude en nieuwe stad worden verbonden door een zestal bruggen. Twee daarvan zijn van historisch belang: allereerst een van de oudste, overdekte houten bruggen van de wereld, de Kapellbrücke, met de watertoren. De tweede brug is de meer stroomafwaarts gelegen Spreuerbrücke. De ligging van Luzern aan het meer en tussen de bergen Pilatus en Rigi is schilderachtig en zorgde voor een vroege ontwikkeling van het toerisme.

## Geschiedenis
Luzern werd als stad de eerste keer genoemd in 840 als Luciaria. De positie van handelsstad verbeterde met de opening van de Gotthardpas in de 13e eeuw. De geschiedenis van de stad is beschreven als onderdeel van de geschiedenis van het kanton Luzern.
Op 28 februari 1848 waren er drie kandidaatsleden om bondsstad van Zwitserland te worden. Naast Luzern waren de kandidaten Zürich en de uiteindelijke winnaar Bern. De reden dat Luzern niet als bondsstad gekozen is, heeft te maken met de Sonderbund-oorlog.
Op 5 februari 1971 vond er een grote brand plaats in het station van Luzern.

## Musea
Op de landtong Tribschen bij Luzern staat het Richard-Wagner-Museum. Verdeeld over vijf verdiepingen is het ingericht in het herenhuis waar Wagner van 1866 tot 1872 woonde. Op de andere oever staat het Verkeersmuseum van Zwitserland, het meest bezochte museum van het land.

## Partnersteden
- Guebwiller/Murbach, Frankrijk
- Bournemouth, Engeland
- Cieszyn, Polen
- Olomouc, Tsjechië
- Chicago, Verenigde Staten
- Potsdam, Duitsland

## Sport
FC Luzern is de professionele voetbalclub van Luzern. De club werd in 1989 landskampioen van Zwitserland en speelt zijn wedstrijden in de Swissporarena.
FC Kickers Luzern is de 2de voetbalclub van Luzern.
De Rotsee Regatta is een grote internationale roeiwedstrijd die jaarlijks in juni plaatsvindt nabij Luzern.
In 2006 was Luzern een van de vijf speelsteden tijdens het EK handbal (mannen).

## Bekende inwoners van Luzern

### Geboren
- Maria Balthasar (1660-1737), abdis
- Katharina Morel (1790-1876), onderneemster en hotelierster[1]
- Karl Nikolaus von Flüe AmRhyn (1800-1849), politicus
- Maria Amrein-Troller (1849-1931), conservatrice
- Josef Anton Schobinger (1849-1911), politicus
- Theodor Fischer (1878-1957), kunsthandelaar
- Cécile Lauber (1887-1981), schrijfster
- Mimi Scheiblauer (1891-1968), Oostenrijks-Zwitserse muziekpedagoge
- Otto Zurmühle (1894-1974), dirigent en muziekpedagoog
- Hans Urs von Balthasar (1905-1988), katholiek theoloog
- Renée von Balthasar (1908-1986), onderwijzeres en geestelijke
- Gertrude Bohnert (1908-1948), kunstschilderes, beeldhouwster en olympisch deelneemster
- Alphons Egli (1924-2016), politicus
- Helmi Gasser (1928-2015), kunsthistorica
- Giorgio Gaja (1939), Italiaans hoogleraar en rechter
- Fredy Studer (1948-2022), jazzdrummer
- Felix Hauswirth (1955), dirigent, pianist en muziekpedagoog
- Hans Wicki (1964), politicus
- Nuria Fernández (1976), Spaans middellangeafstandsloopster
- Gerardo Seoane (1978), voetbaltrainer en voormalig voetballer
- Ariella Kaeslin (1987), turnster
- Valentin Stocker (1989), voetballer
- Stefan Marinković (1994), voetballer
- Dominique Devenport (1996), Amerikaans-Zwitserse actrice
- Luca Jaquez (2003), voetballer

### Overleden
- Jakob Robert Steiger (1801-1862), arts, redacteur en politicus
- Katharina Morel (1790-1876), onderneemster en hotelierster[1]
- Edmund von Schumacher (1859-1916), jurist en politicus
- Maria Amrein-Troller (1849-1931), conservatrice
- Gertrude Bohnert (1908-1948), kunstschilderes, beeldhouwster en olympisch deelneemster
- Emilie Dormann (1872-1950), verpleegster en geestelijke
- Cécile Lauber (1887-1981), schrijfster
- Alice Bucher (1898-1991), uitgeefster
- Josi Meier (1926-2006), politica
- Josef Ulrich (1916-2007), politicus
- Marc Rich (1934-2013), internationaal handelaar in grondstoffen

## Galerij

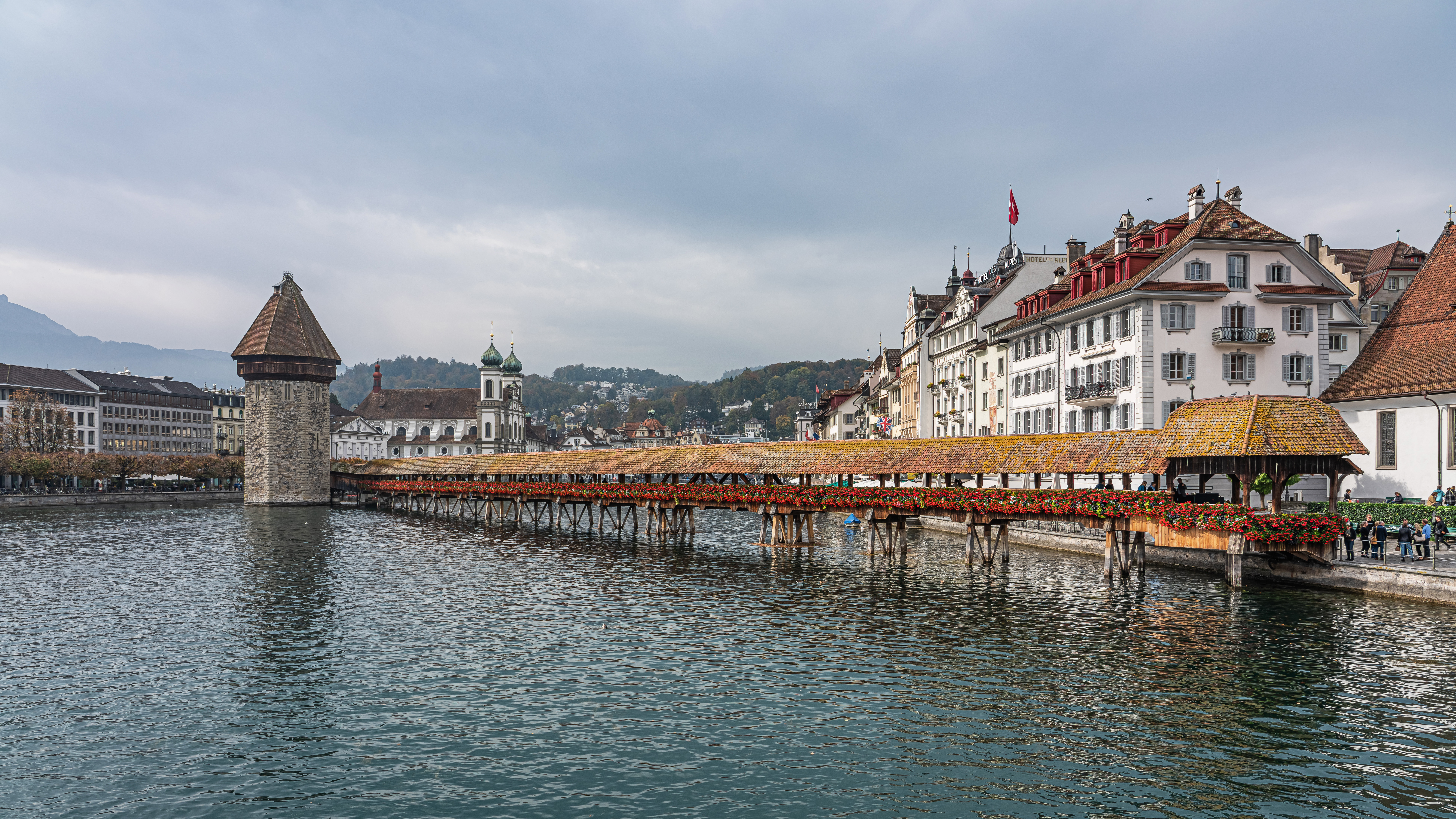
Kapelbrücke
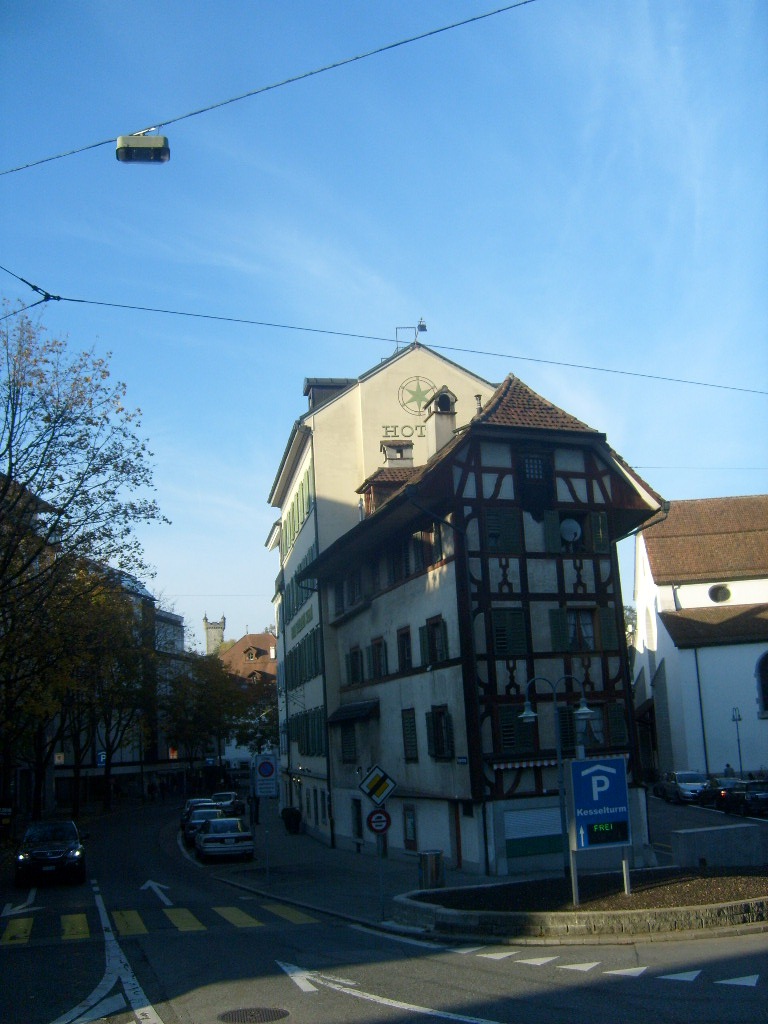
Hotel Schlüssel
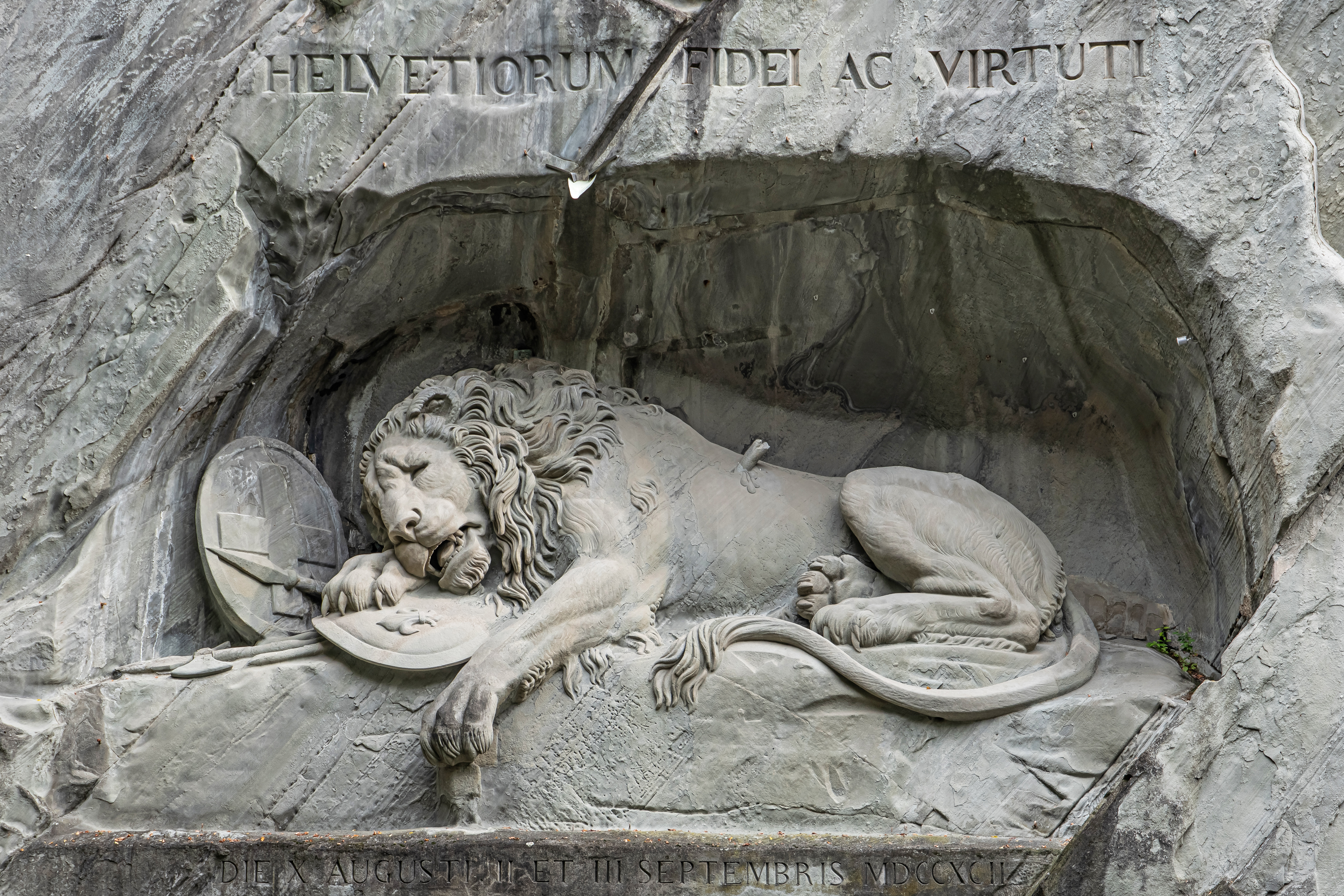
Leeuw van Luzern